# برند لورنز
برند لورنز (انگلیسی: Bernd Lorenz; ۲۴ دسامبر ۱۹۴۷ – ۶ آوریل ۲۰۰۵) بازیکن فوتبال اهل آلمان بود.
از باشگاه‌هایی که در آن بازی کرده‌است می‌توان به باشگاه فوتبال آدمیرا واکر مودلینگ و باشگاه فوتبال راپید وین اشاره کرد.